# Aelrun Goette

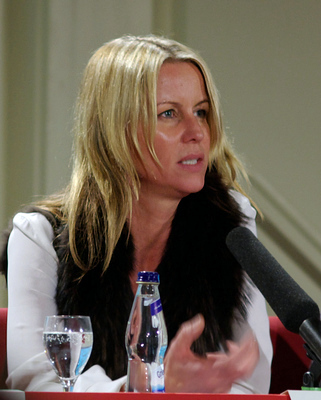
Aelrun Goette als Jurorin des Fernsehfilm-Festivals Baden-Baden 2009

Aelrun Goette (* 6. Juli 1966 in Ost-Berlin) ist eine deutsche Regisseurin von Dokumentar- und Spielfilmen.

## Leben
Aelrun Goette war 14, als ihre Mutter starb. Nach der 10. Klasse verließ sie die Schule. Sie wollte Psychologie studieren, wurde aber nicht zum Abitur zugelassen, da sie sich in der Friedensbewegung engagierte. Sie machte eine Ausbildung als Krankenschwester. Sie arbeitete daraufhin in der Psychiatrie und später auch als Vollzugshelferin. Kurz vor der Wende jobbte Goette als Model bei der Zeitschrift Sibylle, bevor sie ab 1990 das Abitur nachholte und zunächst Philosophie an der Humboldt-Universität zu Berlin, später dann Regie an der Filmhochschule Babelsberg studierte. Zwischendurch arbeitete sie als Schauspielerin und Theaterregisseurin. So mimte sie von 1994 bis 1995 die Rolle Claudia Wedemaier-Gundlach in der Seifenoper Gute Zeiten, schlechte Zeiten.
Ihre Filme beschäftigen sich häufig mit Menschen – besonders Frauen – in Grenzbereichen. So handelt ihr erster Dokumentarfilm Ohne Bewährung – Psychogramm einer Mörderin von einem 15-jährigen Mädchen, das eine 13-Jährige zu Tode quälte. In ihrem vielbeachteten und mit verschiedenen Preisen ausgezeichneten Dokumentarfilm Die Kinder sind tot (2003) beschäftigt sie sich mit dem Leben einer Mutter, die ihre beiden Kinder verdursten ließ.
Auch ihr erster abendfüllender Spielfilm Unter dem Eis (2005) handelt von einer Familientragödie und wurde 2007 mit dem Grimme-Preis bedacht. Die unter Goettes Regie entstandene Tatort-Folge Der glückliche Tod, die sich mit dem Thema Sterbehilfe auseinandersetzt, wurde mit dem Film- und Fernsehpreis 2009 des Hartmannbunds ausgezeichnet. Ihre weiteren Filme erhielten zahlreiche Auszeichnungen. 2019 ernannte die Filmuniversität Babelsberg sie zur Honorarprofessorin für die Studiengänge Schauspiel, Regie und Drehbuch/Dramaturgie.
2019 erhielt sie das Spreewald Literaturstipendium für ihr Drehbuch In einem Land, das es nicht mehr gibt. Auch der BKM förderte das Drehbuch über die Modeszene der DDR mit 30.000 Euro. Der Film kam am 6. Oktober 2022 in die Kinos. Goette führte Regie, Tanja Ziegler übernahm die Produktion. In einem Land, das es nicht mehr gibt wurde dreimal für den Deutschen Filmpreis 2023 nominiert und gewann ihn mit Jördis Triebel als beste Nebendarstellerin.
Goette ist Mitglied im Bundesverband Regie (BVR) und in der Deutschen Filmakademie.
Aelrun Goette lebt in Berlin und hat zwei Töchter.

## Filmografie (Auswahl)
- 1998: Ohne Bewährung – Psychogramm einer Mörderin (Dokumentarfilm)
- 2002: Feldtagebuch – Allein unter Männern (Dokumentarfilm)
- 2003: Die Kinder sind tot (Dokumentarfilm)
- 2005: Unter dem Eis (Spielfilm; Regie)
- 2008: Tatort – Der glückliche Tod (Fernsehreihe; Regie)
- 2009: Keine Angst (Spielfilm; Regie)
- 2011: Unter Verdacht – Die elegante Lösung (Fernsehreihe; Koautorin und Regie)
- 2012: Ein Jahr nach morgen (Spielfilm; Buch und Regie)
- 2015: Im Zweifel (Spielfilm; Drehbuchbearbeitung und Regie)
- 2016: Tatort – Wofür es sich zu leben lohnt (Fernsehreihe; Koautorin und Regie)
- 2017: Atempause
- 2019: Letzte Spur Berlin – (Serie, div. Regie)
- 2022: In einem Land, das es nicht mehr gibt (Drehbuch und Regie, Kinofilm)

## Auszeichnungen
- 1998: Robert Geisendörfer Fernsehpreis für den Dokumentarfilm: Ohne Bewährung – Psychogramm einer Mörderin
- 2002: Juliane-Bartel-Preis für den Dokumentarfilm Feldtagebuch – allein unter Männern
- 2003: Nyon, Visions du Réel: Prix Regards Neufs für den Dokumentarfilm Die Kinder sind tot
- 2003: Baden-Württembergischer Dokumentarfilmpreis für den Dokumentarfilm Die Kinder sind tot
- 2004: Deutscher Filmpreis für Die Kinder sind tot in der Kategorie Bester Dokumentarfilm
- 2005: MFG-Star Baden-Baden für den Spielfilm Unter dem Eis
- 2006: Prix Media Fondation Pour L’Enfance – Catégorie Dokumentaire für den Dokumentarfilm Die Kinder sind tot
- 2007: Grimme-Preis für den Spielfilm Unter dem Eis, zusammen mit Bibiana Beglau (Darstellung) und Jens Harant (Kamera)
- 2009: Film- und Fernsehpreis des Hartmannbunds für den Tatort: Der glückliche Tod
- 2009: Förderpreis der DEFA-Stiftung und Fair-Play-Preis – Internationales Filmfestival Schlingel in Chemnitz für den Spielfilm Keine Angst[10]
- 2009: Publikumspreis im Langfilmwettbewerb beim Festival des deutschen Kinos FILMZ in Mainz für den Spielfilm Keine Angst[11]
- 2010: Goldener Gong für Keine Angst
- 2011: Marler Fernsehpreis für Menschenrechte für Keine Angst
- 2011: ver.di-Fernsehpreis für Keine Angst
- 2011: Grimme-Preis für Keine Angst
- 2011: Deutscher Regiepreis Metropolis in der Kategorie Beste Regie Fernsehfilm für Keine Angst
- 2011: „Special mention by the quality jury“ sowie der Preis „Best film“ beim Prize Social World Film Festival / Vittorio Veneto Film Festival für Keine Angst
- 2012: Günter-Rohrbach-Filmpreis in der Kategorie Bester Film für den Spielfilm Ein Jahr nach morgen
- 2013: Marler Medienpreis Menschenrechte – Sonderpreis für Unter Verdacht – Die elegante Lösung
- 2013: 11. Europäisches Fernsehfilmfestival Zoom Barcelona, Bester Film für Ein Jahr nach morgen
- 2019: Spreewald-Literatur-Stipendium
- 2022: Filmpreis der Stadt Hof bei den Internationalen Hofer Filmtagen
- 2022: Rom Film Festival: Nominierung Bester Film für In einem Land, das es nicht mehr gibt
- 2022: Günther Rohrbach Filmpreis: Nominierung Bester Film für In einem Land, das es nicht mehr gibt
- 2023: Deutscher Hörfilmpreis: In einem Land, das es nicht mehr gibt
- 2024: Si-Star: In einem Land, das es nicht mehr gibt, Nominierung Bester Film